# Ahmed Belal
Pour les articles homonymes, voir Belal.
Ahmed Farag Mohamed Belal (arabe : أحمد بلال), né le 20 août 1980 à Charqiya, est un footballeur international égyptien évoluant au poste d'attaquant. 
Il a joué pour l'équipe d'Égypte.

## Biographie
Belal commence sa carrière en 2000 dans le club du Caire d'Al Ahly SC où il reste 5 ans avant de signer en Turquie au Konyaspor où il reste deux années avant de retourner en Égypte dans son club formateur de toujours, par manque de trophées, et dont il devient le capitaine en 2009 après le départ de Shady Mohamed.

## Palmarès

### International
- Coupe d'Afrique des nations des moins de 17 ans : 1997

### En club
- Ligue des champions de la CAF (3) : 2001, 2005, 2008 avec Al Ahly SC
- Supercoupe de la CAF (1) : 2008 avec Al Ahly SC
- Championnat d'Égypte de football (5) : 1999, 2000, 2005, 2007, 2009 avec Al Ahly SC
- Coupe d'Égypte de football (4) : 2001, 2003, 2007, 2008 avec Al Ahly SC

### Individuel
- Meilleur buteur du Championnat d'Égypte de football : 2003 (19 buts)